# 小種大熊貓
小種大熊貓（学名：Ailuropoda microta），又名小種熊貓、小型大熊貓，是現今大熊貓已知最早的祖先。牠們長約1米，現今的大熊貓則可長超過1.5米。從牠們牙齒的磨損情況可知牠們是吃竹為生的。最先的化石是在中國發現的頭顱骨，估計有200萬年歷史。